# Al-Masdar News
Al-Masdar News (abreviado AMN ) es un portal árabe de noticias en línea fundado por Leith Abou Fadel en agosto de 2014. El portal de noticias representa la perspectiva del gobierno sirio. El reportaje se centra sobre todo en las zonas de conflicto de Oriente Medio, como Siria, Yemen e Irak.
El enlace web representaría una opinión cercana al gobierno sirio, según la BBC y Newsweek, y simpatizaría con el régimen sirio, según el periódico The Independent. The New York Times lo describió como un "sitio web progubernamental". Leonid Bershidsky también lo llamó "de alguna manera pro-Assad" en Bloomberg News. El sitio web ha estado fuera de línea durante algunas horas o incluso días varias veces debido a ataques de piratas informáticos, y ha estado fuera de línea permanentemente desde principios de diciembre de 2021 debido a supuestos trabajos de mantenimiento.